# Sc Heerenveen in het seizoen 2008/09 (vrouwen)
Het seizoen 2008/2009 is het 2e jaar in het bestaan van de Heerenveense vrouwenvoetbalclub sc Heerenveen. De club kwam uit in de Eredivisie en heeft deelgenomen aan het toernooi om de KNVB beker.

## Wedstrijdstatistieken

### Eredivisie
|       | AZ    | ADO Den Haag | Willem II | FC Utrecht | FC Twente | Roda JC |
| ----- | ----- | ------------ | --------- | ---------- | --------- | ------- |
| Thuis | 1 – 0 | 0 – 1        | 1 – 2     | 1 – 2      | 1 – 3     | 2 – 1   |
| Uit   | 0 – 0 | 4 – 1        | 1 – 0     | 0 – 0      | 0 – 3     | 1 – 6   |
|       |       |              |           |            |           |         |
| Thuis | 0 – 4 | 1 – 2        | 1 – 4     | 0 – 2      | 2 – 1     | 3 – 3   |
| Uit   | 3 – 1 | 3 – 0        | 1 – 0     | 1 – 0      | 1 – 0     | 3 – 4   |

### KNVB beker
| 2e ronde                                | RCL       | 0 – 5 (0 – ?)                              | sc Heerenveen |  |
| Plaats: Tilburg Sportpark Bijstervelden |           |                                            | Onbekend      |  |
| Achtste finale                          | FC Twente | Afgelast                                   | sc Heerenveen |  |
| Plaats: Enschede De Grolsch Veste       |           | Alle Eredivisieteams werden teruggetrokken |               |  |

## Statistieken sc Heerenveen 2008/2009

### Eindstand sc Heerenveen Vrouwen in de Eredivisie 2008 / 2009
| Stand | Gespeeld | Gewonnen | Gelijk | Verloren | Punten | Doelpunten voor | Doelpunten tegen | Gele kaarten | Rode kaarten |
| ----- | -------- | -------- | ------ | -------- | ------ | --------------- | ---------------- | ------------ | ------------ |
| 6e    | 24       | 6        | 3      | 14       | 21     | 28              | 43               | –            | –            |

### Topscorers
| #                | Naam                     | Goal |
| ---------------- | ------------------------ | ---- |
| 1.               | Sylvia Smit              | 14   |
| 2.               | Sherida Spitse           | 5    |
| 3.               | Leonie van de Velde      | 3    |
| 4.               | Brenda Eefting           | 1    |
| 4.               | Ilse Meekma              | 1    |
| 4.               | Carmen Manduapessy       | 1    |
| 4.               | Jorike Olde Loohuis      | 1    |
| 4.               | Rosanne Roeles           | 1    |
| Eigen doelpunten |                          |      |
| 1.               | Kelly Gilissen (Roda JC) | 1    |
| Totaal           | Totaal                   | 28   |

| #      | Naam                 | Goal |
| ------ | -------------------- | ---- |
| –      | Onbekend (Tegen RCL) | 5    |
| Totaal | Totaal               | 5    |